# Unitat d'energia
La unitat d'energia en el sistema internacional d'unitats es defineix via el treball mecànic i per això en el sistema internacional és la mateixa que la unitat de treball, el joule (J), que va rebre aquest nom en honor de James Prescott Joule i els seus experiments sobre la calor mecànica equivalent. 1 joule és igual a 1 newton-metre i en termes del sistema internacional d'unitats:
{\displaystyle 1\ \mathrm {J} =1\ \mathrm {kg} \left({\frac {\mathrm {m} }{\mathrm {s} }}\right)^{2}=1\ {\frac {\mathrm {kg} \cdot \mathrm {m} ^{2}}{\mathrm {s} ^{2}}}}
En física atòmica, física de partícules i física d'alta energia es fa servir l'electronvolt (eV). Un eV equival a 1,60217653 × 10−19 J. En espectroscopia la unitat cm−1 = 0,000123986 eV es fa servir per representar l'energia donat que l'energia és inversament proporcional a la longitud d'ona de l'equació {\displaystyle E=h\nu =hc/\lambda }.
En producció d'energia i consum es fan servir sovint l'equivalent de barril de petroli i la tona equivalent de petroli.
| Gcal (10⁹) | MBtu (10⁶) | GJ (10⁹) | MWh (10⁶) | toe    | tce    |
| ---------- | ---------- | -------- | --------- | ------ | ------ |
| 10         | 39.6832    | 41.8680  | 11.6300   | 1      | 1.4286 |
| 0.2520     | 1          | 1.0551   | 0.2931    | 0.0252 | 0.0360 |
| 0.2388     | 0.9478     | 1        | 0.2778    | 0.0239 | 0.0341 |

Font IEA/Unit Converter
Quan es parla de l'energia alliberada per una explosió o l'impacte d'un bòlid sovint es fa servir l'equivalent TNT. 1 tona d'equivalent TNT és igual a 4,2 × 10⁹ J.

## Altres unitats d'energia
En el sistema d'unitats cgs, un erg és 1 g cm² s−2, igual a 1,0 × 10−7 J.

### Unitats dels Estats Units
Les Unitats imperials per l'energia i treball inclou la foot-pound force (1.3558 J), la British thermal unit (Btu) la qual té diversos valors en la regió de 1055 J, i la horsepower-hour (2,6845 MJ).

### Electricitat
El kilowatt hora (kWh), on un kWh és equivalent a 3,6 × 10⁶ J (3600 kJ o 3,6 MJ). Sovint es dona els kilowatt hora per any (kWh/a). Aquest és realment un consum mitjà anual.

### Alimentació
La caloria equival a la quantitat d'energia tèrmica necessària per elevar la temperatura d'un gram d'aigua un grau Celsius, a la pressió d'una atmosfera. En termoquímica es fa servir la caloria de 4,184 J, però altres definicions de caloria també es fan servir, com la de International Steam Table calorie de 4,1868 J. L'Energia dels aliments és mesura en calories grosses o kilocalories, sovint en majúscula com "Calories" (= 103 calories).

### Explosions
Un gram de TNT allibera 980–1100 calories en explotar. Per definir la tona de TNT es va estandarditzar arbitràriament com 1000 calories termoquímiques = 1 gram TNT = 4184 J (exactament).